# مایکل آیزنبرگ
مایکل آیزنبرگ (انگلیسی: Michael Eisenberg؛ زادهٔ ۱۸ مهٔ ۱۹۷۱) سرمایه‌گذار و مؤلف اهل اسرائیل است.